# Chott el-Gharbi
Ne doit pas être confondu avec Chott de Zehrez Gharbi.
Le Chott el-Gharbi est un chott situé dans le sud de l'Oranie, en Algérie,.

## Géographie

### Situation
Le Chott Gharbi est une dépression grossièrement rectangulaire, orientée ONO-ESE, entre la chaîne de Sidi Aabed et l'Antar Guettar de Méchria. Il coupe ainsi obliquement la région des Hauts-Plateaux comprise entre ces deux chaînes et draine toutes les eaux qui descendent des reliefs situés au nord et au sud. Long de 90 km et large de 15 km en moyenne, il est situé à l'altitude de 1 050 m dans l'ouest et de 1 090 m dans l'est, étant ainsi légèrement incliné vers l'ouest. Ses bords sont à une trentaine de mètres en moyenne au-dessus de son fond.

### Géologie
Le Gharbi est essentiellement une cuvette d'érosion hydrolienne comme le sont, plus à l'est, le Chott Chergui et les Zahrez, dont les altitudes de plus en plus basses (980 m, 875 m et 840 m) aboutissent au Hodna (400 m), jalonnant une série de gauchissements négatifs, comme dit F. Rey, dans lesquels alternent des arrachements violents pendant les périodes de pluies, accompagnés d'accumulations dans le centre de la région déprimée, et des recreusements pendant les périodes sèches et venteuses. D'où la formation de cuvettes sans profondeur et pratiquement planes avec lagunes d'évaporation.